# Cathayanthe biflora
Cathayanthe biflora ist die einzige Art der monotypischen Pflanzengattung Cathayanthe in der Familie der Gesneriengewächse (Gesneriaceae).

## Beschreibung

### Erscheinungsbild und Blatt
Cathayanthe biflora wächst lithophytisch als immergrüne ausdauernde, krautige Pflanze. Sie bildet ein schlankes horizontales Rhizom aus. Ein Stängel ist nicht erkennbar.
Die wenigen Laubblätter sind grundständig meist in einer Reihe angeordnet und in Blattstiel sowie Blattspreite gegliedert. Der Blattstiel ist 2,5 bis 14 Zentimeter lang. Die einfache, häutige Blattspreite ist bei einer Länge von 4,5 bis 12 Zentimetern sowie einer Breite von 2 bis 6,2 Zentimetern (meist relativ schmal) verkehrt-lanzettlich bis verkehrt-eiförmig oder elliptisch mit keilförmiger Spreitenbasis und etwas stumpfem oberen Ende. Der Blattrand ist fast glatt. Die Blattoberseite ist weißlich bis bräunlich seidig behaart und die Blattunterseite ist angedrückt flaumig behaart (Indument). Es gibt vier oder fünf Seitennerven auf jeder Seite des Mittelnerves.

### Blütenstand und Blüte
Der seitenständige, 7 bis 12 Zentimeter lange Blütenstandsschaft ist bräunlich flaumig behaart. Im zymösen Blütenstand befinden sich meist sich locker angeordnet nur ein oder zwei nickende Blüten. Die Tragblätter sind bei einer Länge von etwa 5 Millimetern sowie einer Breite von etwa 1 Millimeter schmal lanzettlich. Deckblätter fehlen.
Die zwittrigen Blüten sind zygomorph und fünfzählig mit doppelter Blütenhülle. Der 1,2 bis 1,4 Zentimeter lange Blütenkelch ist sehr charakteristisch für diese Art, er ist zygomorph und zweilippig. Die fünf Kelchblätter sind verwachsen. Die Kelchröhre ist 2 bis 4,5 Millimeter lang. Die Kelchoberlippe wird aus einem Kelchblatt gebildet, ist also ungeteilt und ist bei einer Länge von 5 bis 9 Millimetern linealisch bis schmal-dreieckig. Die außen flaumig behaarte Kelchunterlippe endet in vier Kelchlappen, die von etwa der Mitte der Unterlippe frei sind und bei einer Länge von 3,5 bis 8 Millimetern dreieckig oder lanzettlich sind. Die fünf purpurfarbenen, außen fein behaarten, innen flaumig bis spärlich fein behaarten, 2,5 bis 5 Zentimeter langen Kronblätter sind zu einer röhrig-glockenförmigen Blütenkrone verwachsen. Die Kronröhre weist eine Länge von etwa 2,5 Zentimetern sowie einen Durchmesser von 7 bis 10 Millimetern auf und ist in Richtung des Kronsaum etwas nach unten gebogen und viel länger als der Kronsaum. Die zygomorphe, trichterförmige Blütenkrone ist zweilippig. Die Kronoberlippe ist 4 Millimeter lang und endet in zwei fast kreisförmigen Kronlappen. Die Kronunterlippe ist etwa 6 Millimeter und endet in drei gleichen bis etwas ungleichen, elliptischen Kronlappen mit gerundeten oberen Enden. Es sind zwei Paare fertiler Staubblätter vorhanden; sie überragen die Kronröhre nicht. Die nahe der Mitte der Kronröhre inserierten Staubfäden sind etwas gebogen und drüsig behaart. Die basifixen Staubbeutel sind am oberen Ende miteinander verbunden. Das obere Staubblattpaar ist etwa 1,3 Zentimeter und das untere etwa 1,4 Zentimeter lang. Die parallelen Theken öffnen sich longitudinal. Es ist kein Staminodien vorhanden. Die becherförmigen Nektardrüsen stehen im röhrenförmigen Diskus zusammen. und die Nektarien sind becherförmig. Der Stempel überragt die Blütenkrone nicht. Der drüsig behaarte, oberständige, einkammerige Fruchtknoten ist bei einer Länge von etwa 6 Millimetern schmal-ellipsoid. Es sind zwei parietale Plazenten vorhanden. Der drüsig behaarte, schlanke Griffel ist etwa 3 Zentimeter lang. Die fast kugelige, etwas abgeflachte Narbe ist auf einer Seite etwas geteilt.

### Frucht und Samen
Die gerade auf dem Fruchtstiel stehende Kapselfrucht ist bei einer Länge von etwa 1,6 Zentimetern abgeflacht, schmal-ellipsoid und etwas länger als der Kelch. Die Kapselfrucht öffnet sich bei Reife fachspaltig oder lokulizid an einer Naht zu ihrer Basis hin und bleibt gerade, ohne sich zu verdrehen. Auf der Frucht bleibt der haltbare Griffel erkennbar. Die sehr feinen Samen besitzen keine Anhängsel.

## Phänologie
Die Blütezeit reicht in Hainan von April bis Januar. Die Früchte reifen von Januar bis September.

## Vorkommen
Der Endemit Cathayanthe biflora kommt nur auf der chinesischen Insel Hainan vor.
Cathayanthe biflora gedeiht an für Gesneriaceen ungewöhnlichen Standorten auf feuchten Felsen an Fließgewässern in feuchten Tälern und Schluchten in Höhenlagen von etwa 2400 Metern.

## Systematik
Die Gattung Cathayanthe wurde am 8. November 1946 durch Woon Young Chun mit der Erstbeschreibung der Art Cathayanthe biflora Chun in Sunyatsenia, Volume 6, 3–4, Seite 282–285, Tafel 47 aufgestellt. Das Artepitheton biflora bedeutet "mit zwei Blüten".  Der botanische Gattungsname Cathayanthe setzt sich zusammen aus cathay, einem archaischen oder literarischen Namen für China und dem griechischen Wort άνθη anthē für Blüte.
Cathayanthe biflora ist die einzige Art der Gattung Cathayanthe, die zur Tribus Didymocarpeae aus den Didymocarpoiden innerhalb der Familie Gesneriaceae gehört.

## Ergänzende Literatur
- Z. Y. Li, Y. Z. Wang: Plants of Gesneriaceae in China. Henan Science and Technology Publishing House, Zhengzhou, 2004, S. 1–721.
- Shaojun Ling, Qianwan Meng, Liang Tang, Mingxun Ren: Gesneriaceae on Hainan Island: distribution patterns and phylogenetic relationships. In: Biodiversity Science, Volume 25, Issue 8, 2017, S. 807–815. doi:10.17520/biods.2016360